# 범려
범려(范蠡, 기원전 517년 ~ ?)는 중국 춘추전국시대 월나라의 군인 겸 정치인이며, 자는 소백(少伯)이다. 전언에 따르면, 초 평왕 20년인 기원전 517년에, 현 하남성 남양인 춘추전국시대 초나라 완지 출신으로, 초나라 초기 가장 유명한 정치인, 군사가, 경제학자였다. 월나라 왕 구천을 섬기고 구천을 춘추오패에 설 수 있기까지 기여한 공로가 가장 크다.

## 월나라
범려가 어디에서 출생하고 어떻게 월에서 벼슬을 했는지는 알려진 바가 없다. 이웃 오나라 왕 합려가 오자서, 손무에게 도움받아 국력을 신장하자 패권 경쟁에서 밀리면 곧 멸망하던 시기의 월나라도 국력 신장에 최선을 다한다. 결국 오나라가 흥사(興師)하여 월나라를 침범하였지만, 기발한 계책으로 오나라를 패퇴시킨다. 범려는 자살 특공대를 조직하여 적의 눈 앞에서 목을 스스로 베게 한다. 경악하는 오나라 군대를 급습하여 합려를 상처 입히고 오나라 군대를 초토화시킨다. 이 상처로 합려는 결국 죽는다.
합려 사후 왕위를 계승한 오나라 왕 부차는 오자서에게 도움받아 복수할 칼날을 간다. 오나라의 복수를 두려워한 구천은 오나라를 미리 침략하려 한다. 범려가 만류해도 월왕 구천은 출병하여 대패한다. 월왕 구천은 부차에게 머리를 조아려서 신하를 자처하고, 문종(文種)은 구천을 구명하려고 부차의 측근인 재상 백비(伯嚭)에게 많은 뇌물을 주고 설득하는 때 오자서는 부차에게 구천을 죽여야 한다고 적극 간언하지만, 부차는 빼어난 미인인 서시까지 바친 월나라를 속국으로 삼는 선에서 끝낸다. 오왕 부차와 월왕 구천이 서로 복수를 다짐한 데서 와신상담의 고사성어가 유래했다.

## 오의 멸망
거짓된 충성심을 보여주고 월나라로 돌아온 구천은 범려와 문종에게 보좌받아 복수할 저력을 키우면서 밖으로는 부차에게 순종하는 모습만 보여줘 방심을 유도하는 데다가 범려는 백비에게 뇌물을 계속 보내서 부차와 오자서를 이간하게끔 유도한다. 결국 부차는 오자서를 죽이고 월나라 군대는 부차가 출병한 틈을 타 오를 급습하여 황자를 죽이고 4년 후 부차를 궁지에 몰아넣어 자살하게 한다.

## 은퇴
대업이 달성되어 득의양양한 구천을 보고 범려는 월나라를 떠나 제나라에 은거한다. 범려는 문종에게 편지를 보내, “새 사냥이 끝나면 활이 필요없고, 교활한 토끼가 죽으면 사냥개를 삶긴다.”(토사구팽)라고 설명하고서, 월 왕은 고난은 같이할 수 있어도 영광을 함께 향유할 수 없는 상(相)이라고 이야기하면서 칭병하고 은퇴하라고 권유한다. 범려의 편지를 받고서 월을 떠나기를 주저하던 문종은 구천에게 반역을 의심받아 결국 자결하였다.

## 전설
월을 탈출한 범려는 이름을 바꾸고 장사해서 막대한 부를 얻었다. 범려의 이름을 들은 제는 범려에게 재상 자리를 권유하지만, 범려는 고명이 불행의 원인이라 생각하고 사람들에게 재산을 분배하고 재차 도망간다. 제에서 도망한 범려는 조로 와서 현재 산동성 도현으로 거처를 옮기고 도주공이라고 자칭했다. 여기서도 장사에 성공하여 막대하게 축재하였는데 늙어서 은퇴한 후 유유자적하였다. 『사기(史記)』의 「화식열전(貨殖列傳)」에서 전설을 언급한다.

## 같이 보기
- 월왕 구천
- 오왕 합려
- 오왕 부차